# Macroteleia rugosa
Macroteleia rugosa är en stekelart som först beskrevs av Léon Abel Provancher 1881.  Macroteleia rugosa ingår i släktet Macroteleia och familjen Scelionidae. Inga underarter finns listade i Catalogue of Life.